# Kitty Genovese
Kitty Genovese, född 7 juli 1935, död 13 mars 1964, var en amerikansk kvinna som blev brutalt misshandlad och knivmördad av Winston Moseley i Queens, New York. Mordet, som pågick under ungefär 30 minuter, sägs ha bevittnats och/eller hörts av många personer. New York Times rapporterade att troligtvis 37 eller 38 personer utan att någon av dem kontaktade polisen eftersom de trodde att någon annan skulle göra det. Den informationen stämmer dock inte. I själva verket ingrep flera grannar, och polisen blev kontaktad. År 2015 kom boken ”No one helped”: Kitty Genovese, New York City, and the myth of Urban Apathy av Marcia Gallo". Där framgår att händelsen skiljer sig på många plan från hur den vanligtvis återges.
Trots detta används fallet (i den felaktiga versionen) i psykologiundervisning, som exempel på människors passivitet. Fenomenet att människor är mindre benägna att agera om de är många, jämfört om de är ensamma, eftersom alla tror att någon annan ska göra det, har kommit att kallas Genovese Syndrome eller åskådareffekten.